# Баранский, Казимир Станиславович
Казими́р Станисла́вович Бара́нский (Кобецкий) (1894—1937) — советский разведчик, майор государственной безопасности (1935), резидент ОГПУ при СНК СССР в Польше (1923—1925). Расстрелян в 1937 году, реабилитирован посмертно в 1956 году.

## Биография
Родился в 1894 году в деревне Ленчна Люблинской губернии Царства Польского в крестьянской семье. По национальности поляк.
С 1918 года — в РККА; после окончания артиллерийского отделения 1-х Московских командных курсов стал членом РКП (б). С 1919 года — участник Гражданской войны, комиссар дивизиона лёгкой артиллерии Западной стрелковой дивизии. С 1920 года — сотрудник регистрационного отдела (военная разведка) штаба Западного фронта, с этого же года назначен заместителем начальника регистрационного отдела (военная разведка) Штаба 3-й армии, был ранен.
С 1921 года — в иностранном отделе (ИНО) ВЧК при НКВД РСФСР — заместитель резидента ИНО ВЧК и РУ штаба РККА в Варшаве по линии «ПР» (политическая разведка). С 1923 года — резидент ОГПУ при СНК СССР в Польше (под прикрытием должности секретаря полпредства СССР в Польше). С 1925 года — уполномоченный центрального аппарата ИНО ОГПУ при СНК СССР.
С 1930 года — начальник 6-го отделения (разведка в странах Востока) ИНО ОГПУ при СНК СССР. С 1934 года — начальник 4-го отделения (разведка в Польше, Финляндии и Прибалтийских государствах) 7-го отдела (внешняя разведка) ГУГБ НКВД СССР.
С 1936 года — начальник 6-го отделения Транспортного (6-го) отдела ГУГБ НКВД СССР.
Арестован 11 мая 1937 года по обвинению в «участии в польской контрреволюционной террористической организации». Внесен в Сталинский расстрельный список «Москва-центр» от 10 августа 1937 г. по 1-й категории ( "за" Сталин, Молотов, Каганович, Ворошилов ). 14 августа 1937 года формальным приговором ВКВС СССР приговорён к ВМН — расстрелу по обвинению в «шпионаже»; в тот же день приговор был приведён в исполнение. Место захоронения - неизвестная могила Донского кладбища. Реабилитирован посмертно ВКВС СССР 22 сентября 1956 года.

## Награды

### Ордена
- Орден Красного Знамени (1925)

### Знаки отличия
- Почётный сотрудник госбезопасности (1932);
- дважды наградным оружием.